# Liste der Einträge im National Register of Historic Places im Harrison County (Missouri)

Lage des Harrison County in Missouri

Die Liste der Einträge im National Register of Historic Places im Harrison County in Missouri führt die Bauwerke und historischen Stätten im Harrison County auf, die in das National Register of Historic Places aufgenommen wurden.
| [ 3 ] | Name           | Bild | Eintragsdatum        | Lage                                             | Ort     | Beschreibung |
| ----- | -------------- | ---- | -------------------- | ------------------------------------------------ | ------- | ------------ |
| 1     | Hamilton House |      | 1985 ID-Nr. 85000733 | 1228 West Main Street 40° 16′ 6″ N, 94° 2′ 17″ W | Bethany |              |
| 2     | Slatten House  |      | 1984 ID-Nr. 84002553 | MO 4 40° 16′ 24″ N, 93° 56′ 34″ W                | Bethany |              |